# Liste der Kulturdenkmäler in Siesbach
In der Liste der Kulturdenkmäler in Siesbach sind alle Kulturdenkmäler der rheinland-pfälzischen Ortsgemeinde Siesbach aufgeführt. Grundlage ist die Denkmalliste des Landes Rheinland-Pfalz (Stand: 12. Juni 2023).

## Einzeldenkmäler
| Bezeichnung         | Lage                              | Baujahr                              | Beschreibung                                                                        | Bild |
| ------------------- | --------------------------------- | ------------------------------------ | ----------------------------------------------------------------------------------- | ---- |
| Brunnen             | Am Hof, neben Nr. 1 Lage          | letztes Viertel des 19. Jahrhunderts | neugotischer Laufbrunnen, Gusseisen, letztes Viertel des 19. Jahrhunderts           | BW   |
| Grenzstein          | Hauptstraße, gegenüber Nr. 3 Lage | 1590                                 | Grenzstein, 1590                                                                    | BW   |
| Elektroschleife     | Hauptstraße, bei Nr. 44 Lage      | um 1900                              | Backsteinbau mit großen Eisensprossenfenstern, um 1900; mit technischer Ausstattung | BW   |
| Schleife            | Hauptstraße, bei Nr. 48 Lage      | 1910                                 | ehemalige Schleife; Fachwerkbau mit großen Eisensprossenfenstern, bezeichnet 1910   | BW   |
| Evangelische Kirche | Kirchweg Lage                     | vor dem 16. Jahrhundert              | ehemals St. Nikolaus, Saalbau, 1825, im Kern wohl vor dem 16. Jahrhundert           | BW   |
| Kriegerdenkmal      | Kirchweg, östlich der Kirche Lage | 1925                                 | pyramidales Kriegerdenkmal, 1925, nach 1945 erweitert                               | BW   |